# Trochtelfingen (Bopfingen)
Trochtelfingen ist der östlichste Stadtteil von Bopfingen im Ostalbkreis im östlichen Baden-Württemberg.

## Geographie

### Geographische Lage
Das Pfarrdorf liegt am Südrand des Nördlinger Rieses fast nur linksseits der Eger am Unterhang der Talmulde und am Ufer des Flusses. Die B 29 von Bopfingen im Westen nach Riesbürg im Osten durchquert den Ort, auf der anderen Flussseite läuft die Bahnstrecke Stuttgart-Bad Cannstatt–Nördlingen zu ihr parallel. Der dem Stadtteil zugehörige Wohnplatz Röhrbachsiedlung liegt rechtsseits gegenüber von Trochtelfingen selbst, noch weiter im Süden der Stadtteilgemarkung stehen die Obere und die Untere Röhrbachmühle am erst unterhalb des Stadtgebietes in die Eger mündenden Röhrbach in der dort schon beginnenden Riesalb.

### Nachbargemarkungen
Die Trochtelfinger Stadtteilgemarkung grenzt reihum
- im Südosten an die Ortsteilgemarkung Utzmemmingen, eine südliche Exklave des Gemeindegebietes von Riesbürg;
- im Südwesten und Westen an die Stadtteilgemarkung von Bopfingen selbst;
- im Nordwesten und Norden an das Kirchheimer Ortsteilgemarkung der Gemeinde Kirchheim am Ries;
- im Nordosten an die Goldburghausener und Pflaumlocher Teilgemarkung von Riesbürg und
- im Osten an die Stadtteilgemarkung Nähermemmingen von Nördlingen.

Die letztgenannte Nachbargemarkung liegt im Landkreis Donau-Ries in Bayern, alle anderen wie Trochtelfingen im Ostalbkreis.

## Geschichte
Ein in Trochtelfingen gefundenes Bernstein Collier, datiert in das vierte Jahrhundert n. Chr.
Ein Adelsgeschlecht von Trochtelfingen wurde bereits Mitte des 12. Jahrhunderts vor. Im Ort waren verschiedene Adelssippen ansässig; es gab insgesamt fünf Burgen und Schlösser im Dorf. Allerdings waren auch Klöster im Ort begütert, so kaufte das Kloster Heilsbronn ab 1369 mehrere Tagewerk Wiesen, einen Hof und sechs Sölden in Trochtelfingen. Das Patronatsrecht über die Kirche von Trochtelfingen übte das Kloster Kirchheim aus. 1563 wurde in Trochtelfingen die Reformation eingeführt. 1568 ereignete sich eine Brandkatastrophe im Dorf, dem 75 Gebäude zum Opfer fielen. 1620 kam es erneut zu einem Großbrand. Im Dreißigjährigen Krieg hatte Trochtelfingen unter durchziehenden Soldaten, Einquartierungen und Plünderungen zu leiden. Am 26. August 1634 marschierten kaiserlich-katholische Truppen in den Ort ein und zündeten viele Gebäude an; das Gröll´sche Schloss wurde durch Brandstiftung völlig zerstört und auch das heute Stolch’sches Schloss genannte Schlösschen wurde beschädigt. Kurz danach, am 5. September, kam es zur Schlacht bei Nördlingen, die weitere Kriegsschäden zur Folge hatte. Nach dem Westfälischen Frieden 1648 wurde Trochtelfingen wiederaufgebaut.
Trochtelfingen gehörte zum 1810 gebildeten Verwaltungsbezirk Oberamt Neresheim.
Am 1. April 1972 wurde die bis dahin selbstständige Gemeinde Trochtelfingen im Zuge der Gebietsreform nach Bopfingen eingemeindet.

### Wappen
| Wappen des Bopfingers Stadtteils Trochtelfingen | Blasonierung: „In Gold (gelb) zwischen einem nach links gebogenen grünen Eichenzweig mit drei grünen Eicheln und einem rechts gebogenen grünen Ährenbüschel, die sich in der Mitte unten kreuzen und durch ein rotes Band verbunden sind, trägt es ein rotes T.“   |
| Wappen des Bopfingers Stadtteils Trochtelfingen | Wappenbegründung: 1825 wurde ein beglaubigter Kaufbrief mit einem Ortswappen versehen, das ein von einer Girlande umgebenes T trägt. In Anlehnung daran wurde das Trochtelfinger Wappen gestaltet. Das Wappen ist historisch begründet und heraldisch einwandfrei. |

## Sehenswürdigkeiten
- Stolch’sches Schloss (Wasserburg aus dem 14. Jahrhundert)